# قرار مجلس الأمن التابع للأمم المتحدة رقم 619
قرار مجلس الأمن التابع للأمم المتحدة رقم 619، الذي اعتمد بالإجماع في 9 أغسطس 1988، بعد الإشارة إلى القرار 598 (1987)، وافق المجلس على تقرير الأمين العام خافيير بيريز دي كويلار حول تنفيذ الفقرة 2 من القرار 598.
لذلك، قرر المجلس إنشاء فريق مراقبي الأمم المتحدة العسكريين لإيران والعراق لفترة أولية مدتها ستة أشهر، لرصد وقف إطلاق النار بين إيران و‌العراق في نهاية النزاع بينهما.